# Coelomera raquia
Coelomera raquia es un coleóptero de la familia Chrysomelidae.
Fue descrita científicamente en 1956 por Bechyne.